# 沃伦杯
沃倫杯（Warren Cup）是古羅馬時期的銀質飲水杯，水杯的浮雕紋飾描繪了兩個男性之間的同性性行為。在1999年，由大英博物館購得并收藏至今。沃倫杯的年代通常定位在儒略-克勞狄王朝，大約公元一世紀左右。
沃倫杯之名來自愛德華·佩里·沃倫（Edward Perry Warren），他是沃倫杯在現代的首位擁有者，以藝術收藏家而聞名。

## 製造工藝
沃倫杯由95%的純銀，加些銅以及微量的鉛和金製成。杯子整體由五個部份構成：主體是由內到外錘煉完成，最後在水杯的外層雕飾浮雕人物；杯的沿口是有整塊銀製作完成，使得水杯更加容易使用和清洗；杯的基座同樣也是由一塊堅固的銀製成；杯的支腳和杯的兩個手柄均是焊接完成。
有跡象表明，沃倫杯的手柄已經遺失，同時杯表面的部份鍍金也已經被磨損。除此之外，沃倫杯的保存現狀是非常良好的。

## 象徵意義

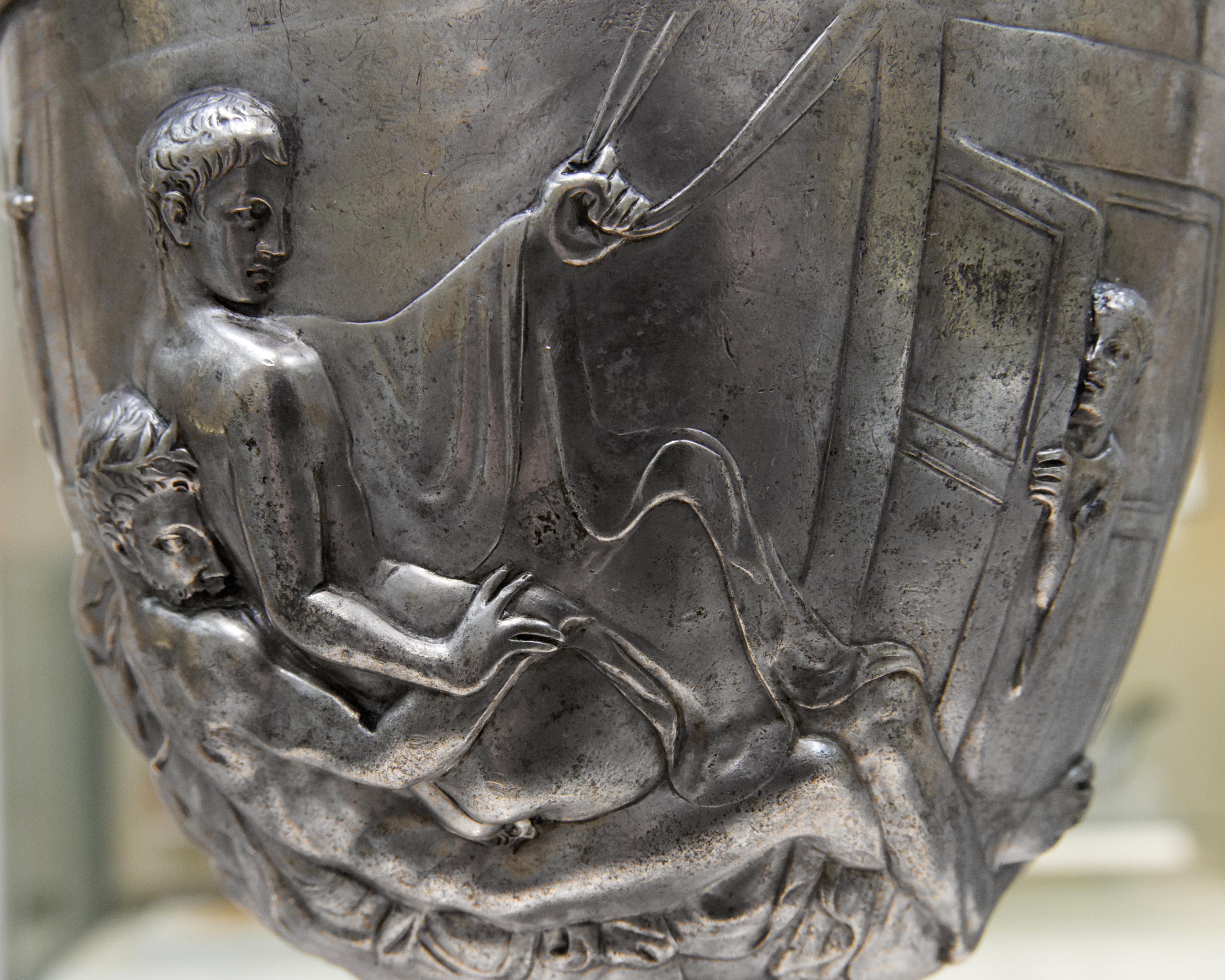
沃伦杯正面

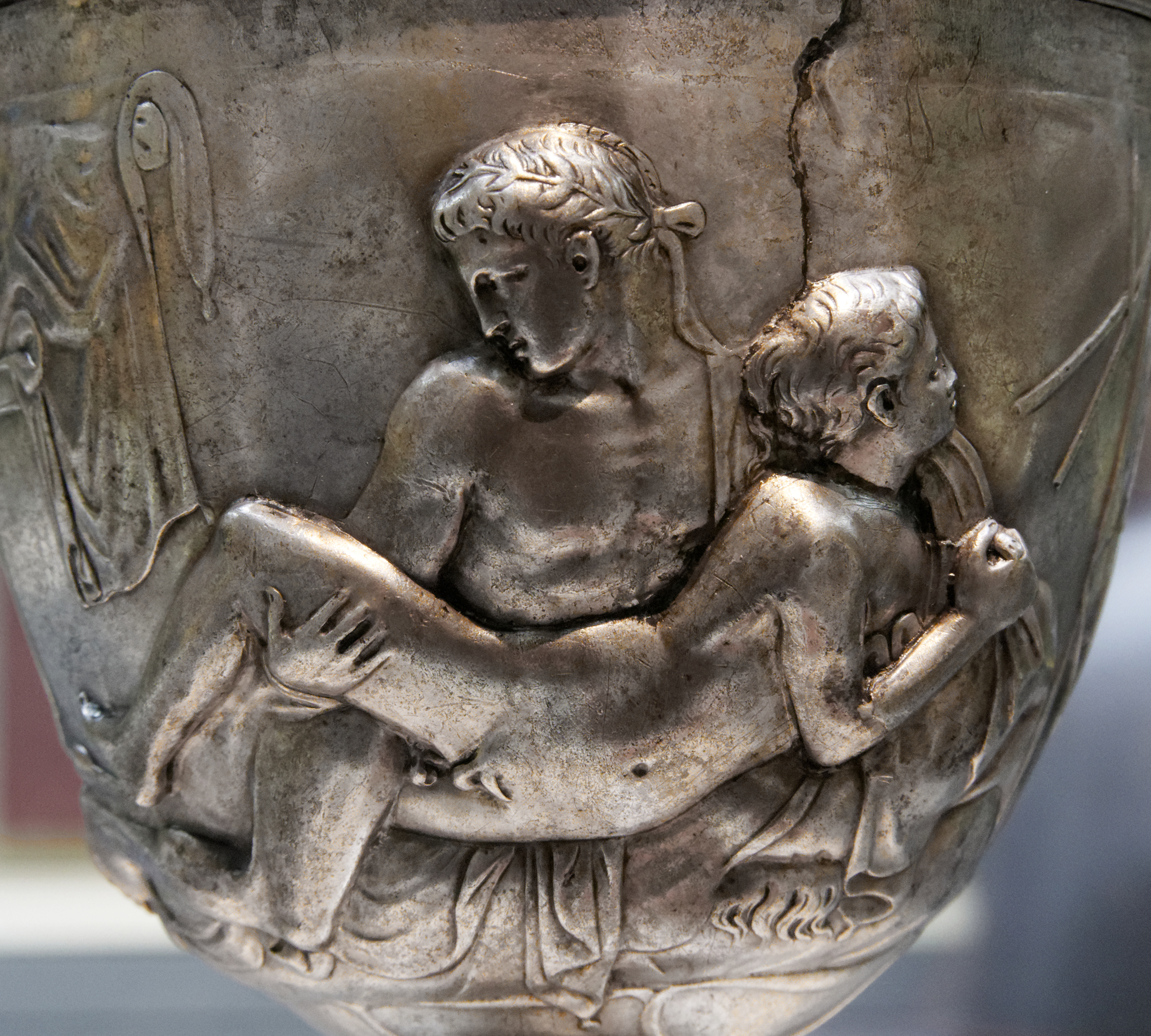
沃倫杯背面

有關性的描繪在古羅馬文化的藝術作品中並不罕見，當然與古希臘文化中的藝術作品相比，異性性行為的描繪要多於男同性。這種帶有春宮性質水杯通常是用於宴會，相似的水杯也是成對出現，用於引起宴會上的談話題材。
在沃倫杯的一面描繪了一名成年鬍鬚男子（即古希臘同性戀中的“愛者”, erastês）與一名年輕男子（即古希臘同性戀中的“被愛者”, erômenos）正在進行肛交，被愛者利用天花板垂下的吊環支撐自己，採用了一種仰躺的姿势。與此同時，一個男孩（也許是奴隸身份）則在門外偷窺這一切。
沃倫杯的另一面則是一名年輕男子懷抱著一名12-13歲的青少年，并與之性交。其髮型是典型“以色侍寵”的奴隸男孩（Puer delicatus, dainty boy）髮型，用他的美色服務他的主人。成年男性頭戴花環，說明他是一個“性征服者”。與古希臘不同，古羅馬的男同性性行為，尤其是肛交是只允許高階級的人處於插入方。羅馬的男性並不認為肛交損傷了自己的男性自尊，因為在古羅馬，只允許奴隸或男妓擔任被插入者。因而羅馬的男性將肛交行為視為一種“正確的”征服行為。
兩個場景的背景顯示一些紡織品和管絃樂器，主畫面則細緻描繪出人物的年齡和社會地位，以及年輕男性配飾的花環，所有這些暗示了一種精英化、古希臘風的音樂和娛樂場景。

## 收藏
愛德華·佩里·沃倫於1911年在羅馬與一名掮客交易，以2000英鎊的價格取得水杯。 據說這水杯是該名掮客在耶路撒冷所購得，出土地就在附近的巴蒂尔。隨水杯一起出土的尚有數枚儒略-克勞狄王朝硬幣，這些事物或許是在當時猶太起義的動盪中埋下的。
我們可能已經無法知道真相，但通常認為沃倫杯是在距離耶路撒冷西南方數公里比提提爾鎮發現。爲什麽沃倫杯會被掩埋在這裡已經不可考，但是我們大膽猜測一下。沃倫杯大約在公元10年左右製作完成，而在大約50年後，又古羅馬所佔領的耶路撒冷統治者和當地的猶太人發生了激烈的衝突。公元66年，猶太人通過暴力手段奪回了耶路撒冷。因為暴力事件的發生，水杯的主人大約在這個時候將水杯掩埋并逃離了耶路撒冷。

 — 尼爾·麥格雷戈（大英博物館館長）， A History of the World in 100 Objects BBC 

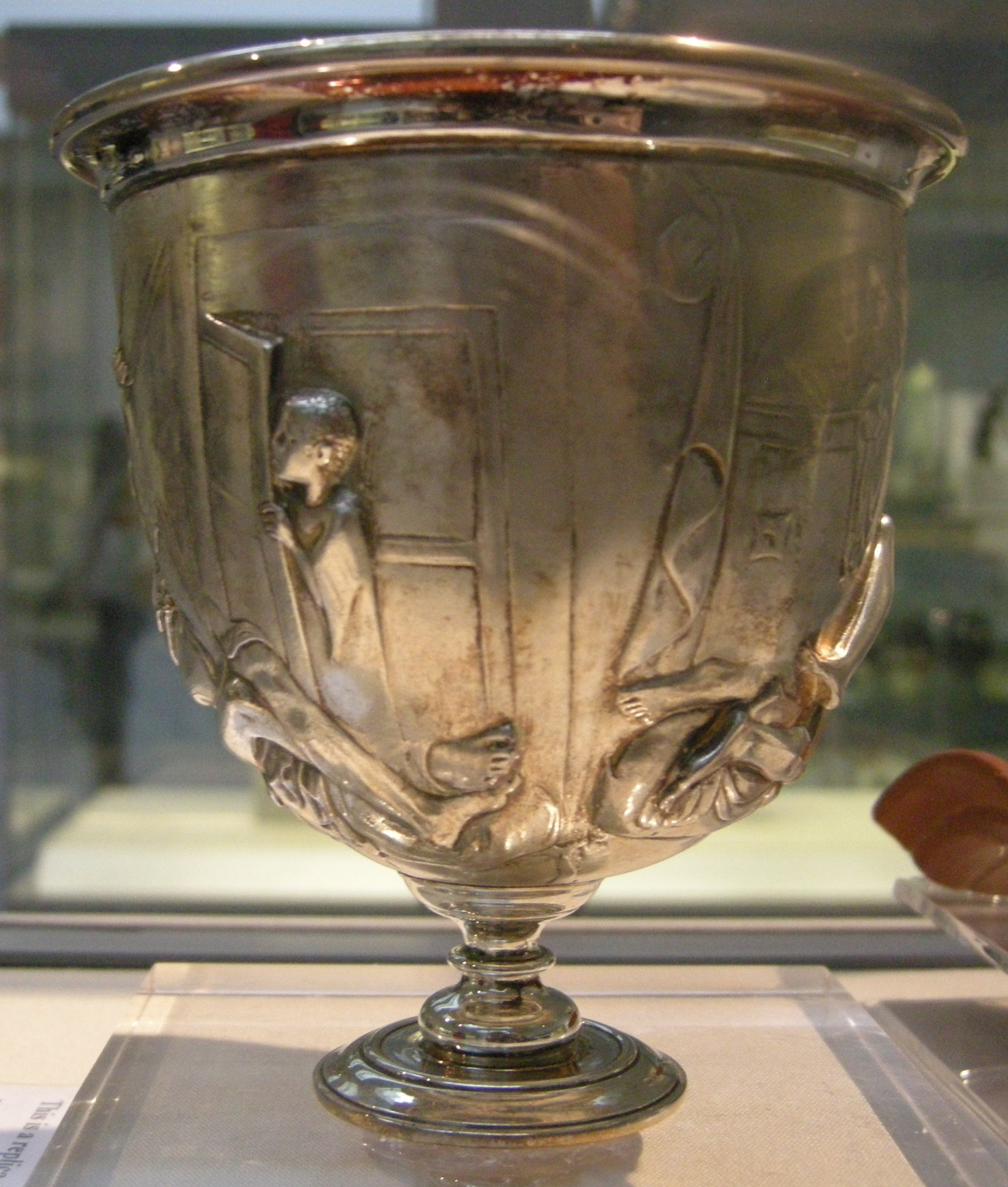
門外偷窺者

20世紀50年代，美國海關拒絕沃倫杯入境，並且博物館（包括大英博物館）拒絕購入該水杯。一個由坎特伯雷大主教發起的博物館擁有者組織宣稱要抵制該水杯的任何交易。
大英博物館聯合樂透遺產基金會、國家藝術收藏基金及大英博物館之友組織以1800萬英鎊在1999年購入沃倫杯，以阻止沃倫杯流失海外。 這是當時大英博物館有史以來購入的最昂貴的單件文物，而自上世紀50年代開始，就有過多次報價。
2006年5月11日到6月2日，大英博物館在第三展室推出了一場名為“沃倫杯：古希臘與古羅馬時代的性和社會”的展覽。 展覽策劃人迪弗瑞·威廉斯說：
|  | 希望通過這個夢幻般的展品瞭解當時社會中對性的態度。這些作品看上去很平凡，但是在我們的臥室和浴室壁畫及瓷磚畫上卻有許多相似的作品，我們想瞭解之間的相似性。 |

2006年12月1日到2007年1月21日在約克郡博物館展出。 2010年則在諾丁漢展出。
2010年，沃倫杯入選英國廣播公司評選的“100件文物中的世界史”，是其中第36件文物。

## 年代和真偽
由於缺乏現場遺址，德州大學奧斯汀分校藝術教授約翰·克拉是以在龐貝城出土而風格相似的器具，來推估沃倫杯的年代。 
英國考古學家迪弗瑞·威廉斯推定杯子的年代為公元5年到15年。他辨識出諸多支持此年代的要素。其銀合金純度為95%與其他古羅馬器皿相同。杯縫保留化學腐蝕物質的老化跡象，代表這是相當古老的物品，能量色散X射線譜分析顯示該化學物是氯化銀。裝飾樣式和造型與許多同時期器皿近似，當中最為近似的是霍比（Hoby）雙耳大飲杯上的裸男子圖樣，該大飲杯出土於沃倫杯獲收藏之後。
在2008年和2013年，Maria Teresa Marabini Moevs基於圖像學的理由，提出沃倫杯是為迎合愛德華·佩里·沃倫的品味，由20世紀的工匠仿製而成。德國考古學家路卡·朱利安尼起初也以圖像學為由，懷疑沃倫杯似為20世紀的贗品，但他在2015年發現比以前測試出來更為充足的氯化銀腐蝕證據，由此確證了沃倫杯的真實性。